# Собачий пир
«Собачий пир» — советский художественный фильм, поставленный на киностудии «Ленфильм» в 1990 году режиссёром Леонидом Менакером.
Премьера фильма в СССР состоялась в декабре 1990 года.

## Сюжет
Героиня фильма, спившаяся, опустившаяся Жанна, мечтает найти принца, начать новую жизнь. Под новый год, на вокзале, где она работает уборщицей, знакомится с Аркадием, понуро сидящим на вокзале. От скуки приводит его домой, и тут выясняется, что Аркадий не пьёт. Не пьёт, и причина — в его прошлом. Далее следуют привычные для Жанны картины перманентного алкоголизма. Аркадий во всех этих сценах проявляет черты таинственного человека из ниоткуда, держась с невиданным достоинством и отказываясь от спиртного. Жанна также сохраняет в глазах что-то человеческое, несмотря на постоянную ругань и пьянство. Всё проясняется, когда они вместе побывали в Ленинграде. Там Аркадий — бывший алкоголик и работяга, сидел в тюрьме за драку — узнаёт, что жена и дети от него отказались. Он напивается, а Жанна заботливо везёт его обратно и начинает выхаживать.
Бросив пить, она возвращается на работу. Аркадия она даже приодела — так тоскливо одиночество, и хочется, чтобы рядом был мужчина. Тот в свою очередь, почувствовав себя новым человеком, поддаётся недвусмысленным предложениям миловидной и соблазнительной соседки-парикмахерши Саши, закрутившей с ним роман от скуки и однообразия. Он думает, что влюбился в Сашу, предлагает уехать и начать всё с чистого листа, а та отвечает ему, чтобы он «не вёл себя, как ребёнок». Жанна об этом узнаёт и… всё прощает.
Аркадий бьёт её, говорит, что любит другую, что она ему не пара, что они совсем разные, но по-женски мудрая Жанна наливает ему стакан, потом другой, и оба ложатся на жалкое своё ложе…
В конце концов, отчаявшись и поняв, что Аркадий так и не открыл для себя её внутренний мир, не увидел в ней человека, способного любить и сострадать, включила газ перед тем, как прилечь рядом с ним.

## Производство
Изначально на роль Жанны пробовались Ирина Муравьёва и Светлана Крючкова.
Сценарист фильма Виктор Мережко рассказывал:

В перерывах Наталья Гундарева обедала не в ленфильмовской столовой, а ходила через дорогу в кафе. Однажды она отправилась туда во всей красе алкоголички: в гриме, в грязной одежде. Вошла, взяла поднос и встала в очередь. К ней подошла сотрудница: «Гражданка, вы так грязно одеты, уходите отсюда». — «А в чём дело? — закричала „алкоголичка“. — Я что, пожрать не могу?» Она продолжала орать — и никто не узнал Гундареву, подумали, что это бомжиха. В результате её посадили в уголок и налили супа. Наташа была счастлива и, когда вернулась на съёмочную площадку, заявила: «Значит, я всё правильно делаю, раз меня приняли за пьяницу…»

## Актёры
- Наталья Гундарева — Жанна
- Сергей Шакуров — Аркадий
- Лариса Удовиченко — Александра
- Анна Поликарпова — Наташа
- Кристина Деньга — Кристина
- Елена Анисимова — проводница в поезде
- Вера Титова — Галина Фёдоровна, начальник вокзала
- Николай Гравшин — Николай Шарыгин
- Александр Лушин
- Юрий Орлов — пассажир
- Татьяна Зуева
- А. Игошин
- Маша Капицкая — Маша, дочь Аркадия
- Людмила Александрова — Катя, мать Наташи
- Виктор Бычков — Витёк, сосед Жанны по подъезду
- Татьяна Захарова
- Вера Липсток
- П. Маланин
- А. Моргун
- Валентина Пугачёва — соседка
- Галина Сабурова — Мария Григорьевна
- Ирина Сампаева
- Светлана Серваль
- Виктория Смоленская
- Виктор Ростовцев
- Александр Черкашин
- В титрах не указаны:
- Шерхан Абилов
- Николай Дик — милиционер
- Вадим Урюпин — сосед Жанны
- Владимир Чернышов

## Съёмочная группа
- Автор сценария — Виктор Мережко
- Режиссёр-постановщик — Леонид Менакер
- Оператор-постановщик — Владимир Ковзель
- Художник-постановщик — Юрий Пугач
- Композитор — Андрей Петров
- Звукооператор — Александр Сысолятин
- Редактор — Е. Печников
- Режиссёр — В. Садовников
- Оператор — А. Горьков
- Монтаж — Ирина Руденко
- Грим — Клавдии Малыш
- Художник по костюмам — Г. Николаева
- Комбинированные съёмки:
  - Оператор — Георгий Варгин
  - Художник — А. Чесноков
- Художник-фотограф — М. Перельман
- Художник-декоратор — А. Васин
- Ассистенты:
  - режиссёра — В. Байкова, А. Майорова, Г. Изотова, Н. Логинова
  - оператора — Е. Коган, П. Долгоруков
  - художника по костюмам — В. Каменева
  - по монтажу — И. Арсеньева, Т. Иванова
- Помощник режиссёра — А. Чернов
- Мастер по свету — О. Третьяков
- Цветоустановщик — Л. Юдина
- Административная группа — О. Мухин, Р. Камалетдинов
- Директора картины — Татьяна Плескунова, Елена Фокина

## Награды
Премии и награды:
- 1990 Монреальский кинофестиваль
  - Премия за лучшую женскую роль — Наталья Гундарева
- 1990 Премия «Ника»
  - Лучшая главная женская роль — Н. Гундарева
- 1991 Третий Всесоюзный актёрский фестиваль «Созвездие»
  - Главный приз — Н. Гундарева и Сергей Шакуров